# 馬克斯·馮·加爾維茨
馬克斯·卡爾·威廉·馮·加爾維茨（德語：Max Karl Wilhelm Von Gallwitz，1852年5月2日—1937年4月18日），德意志帝國炮兵上將。在第一次世界大戰期間的西線與東線皆身居高位並表現出色。他在戰爭末期擔任「加爾維茨集團軍」司令，該集團軍是百日攻勢期間的四個德軍集團軍之一。
加爾維茨於18歲時加入普魯士陸軍。他於1914年升任近衛預備隊軍司令，參與入侵比利時的行動。他在第一次世界大戰進行後不久被調任至東線，在保罗·冯·兴登堡指揮下作戰。1916年，他重返西線並指揮第二軍團面對協約國對索姆河的攻勢。該年年末，他接任剛在凡爾登戰役戰敗的第五軍團。他在1918年指揮加爾維茲集團軍，對壘保羅·邁斯特指揮的法軍中央集團軍。